# Atletiek op de Paralympische Zomerspelen 2024 - Kogelstoten vrouwen F41
Het Kogelstoten voor vrouwen klasse F41 op de Paralympische Zomerspelen 2024 vond plaats op 30 augustus in het Stade de France. Deze klasse is voor atletes met een groeistoornis, stahoogte en armlengte van de atlete bij elkaar opgeteld is 200 centimeter of minder. De winnares van 2020 was Raoua Tlili uit Tunesië, die in 2024 haar titel wist te prolongeren, het zilver was voor de Oezbeekse Kubaro Khakimova en de Argentijnse Antonella Ruiz Diaz won de bronzen medaille.

## Records
Voorafgaand aan het toernooi waren dit het wereldrecord en het Paralympisch record.
| Wereldrecord        | Tunesië Raoua Tlili | 10.55 | Tokio | 27 augustus 2021 |
| Paralympisch record | Tunesië Raoua Tlili | 10.55 | Tokio | 27 augustus 2021 |

## Uitslag
| Rang   | Atleet                      | Atleet | #1   | #2    | #3    | #4   | #5    | #6    | Resultaat | Bijz. |
| ------ | --------------------------- | ------ | ---- | ----- | ----- | ---- | ----- | ----- | --------- | ----- |
| Goud   | Raoua Tlili                 | TUN    | x    | 10.40 | 9.67  | 9.97 | x     | 10.01 | 10.40     | SB    |
| Zilver | Kubaro Khakimova            | UZB    | 9.98 | 10.36 | 10.19 | 9.72 | 10.06 | 9.07  | 10.36     |       |
| Brons  | Antonella Ruiz Diaz         | ARG    | 9.33 | 9.35  | 9.45  | 8.87 | 9.58  | x     | 9.58      | SB    |
| 4      | Mayerli Buitrago Ariza      | COL    | 9.00 | 9.39  | x     | x    | 8.99  | x     | 9.39      |       |
| 5      | Youssra Karim               | MAR    | 8.70 | x     | 8.77  | 8.57 | x     | 8.73  | 8.77      |       |
| 6      | Samar Ben Koelleb           | TUN    | x    | x     | 8.56  | x    | 7.72  | 8.52  | 8.56      |       |
| 7      | Hayat El Garaa              | MAR    | x    | 8.11  | 7.97  | 8.32 | 7.85  | 8.11  | 8.32      |       |
| 8      | Madina Mukhtorova           | UZB    | 7.59 | 8.10  | 8.09  | 8.04 | 7.51  | 7.88  | 8.10      |       |
| 9      | Estefany Gisela Lopez Macas | ECU    | 7.59 | 8.10  | 8.09  | 8.04 | 7.51  | 7.88  | 8.10      | SB    |
| 10     | Charlotte Bolton            | CAN    | x    | 7.92  | x     |      |       |       | 7.92      |       |
| 11     | Veronica Ndakara            | CAF    | 6.70 | 6.66  | 6.67  |      |       |       | 6.70      |       |